# Susan Brown (Schauspielerin, 1946)

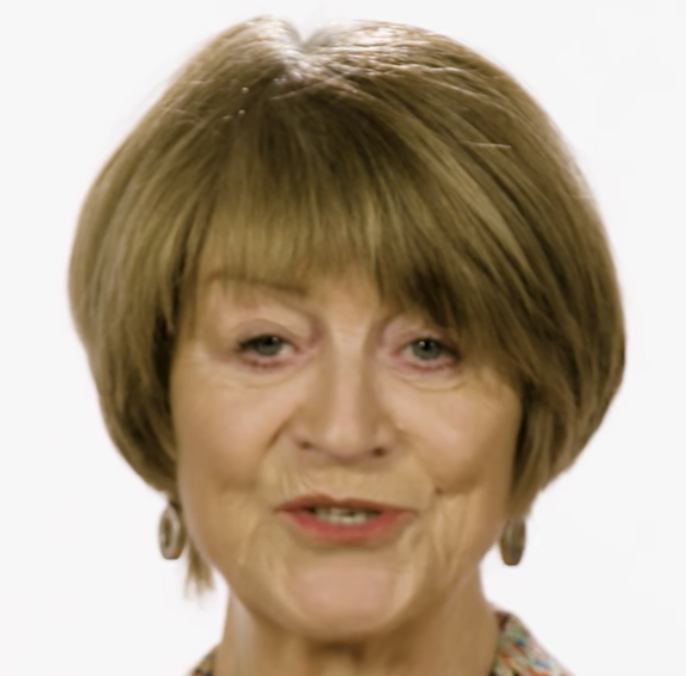
Susan Brown, 2018

Susan Elizabeth Brown (* 6. Mai 1946 in Bristol, England) ist eine britische Bühnen- und seit den 1970er-Jahren auch Filmschauspielerin. Seit der Jahrtausendwende arbeitet sie auch gelegentlich als Hörspiel- und Synchronsprecherin. Außerhalb der Theaterszene ist sie vor allem bekannt durch ihre Rollen in Torchwood: Kinder der Erde (2009), The Iron Lady (2011), Game of Thrones (2011) und Broadchurch (2013).
Für ihre erfolgreichen Darbietungen auf Theaterbühnen im West End und am Broadway war sie bereits für den Tony (Angels in America) und den Olivier Award (Home, I’m Darling) nominiert.

## Leben
Susan Brown wuchs in der südwestenglischen Küstenstadt Bristol auf und besuchte nach ihrem Schulabschluss die Londoner Schauspielschule Rose Bruford College. Ihre professionelle Karriere begann sie auf der Bühne in Stücken wie Die Wildente (Donmar Warehouse), Heinrich IV. Teil 1 & 2, Playing with Fire, Cardiff East und The Hour We Knew Nothing of Each Other (am Royal National Theatre), Easter, Romeo und Julia, Richard III. und Bad Weather (mit der RSC), Road, Shirley, Downfall, Gibraltar Straight and Seagulls (Royal Court Theatre), Butterfly Kiss (Almeida Theatre), Bernarda Albas Haus und Die Stühle (Gate-Theater), You Be Ted and I'll Be Sylvia (Hampstead), Playing Sinatra (Croydon Warehouse and Greenwich Theatre), The Beaux' Stratagem, Back to Methuselah, The Vortex, The Way of the World und Eine Frau ohne Bedeutung (Cambridge Theatre Company), Was ihr wollt (English Touring Theatre), Small Change, Iphigenia (Sheffield Crucible) und Angels in America (Royal National Theater), wofür sie nach einem Gastspiel des Ensembles am New Yorker Broadway mit einer Tony-Nominierung geehrt wurde. Ihre Darbietung im 2018 in Wales uraufgeführten Drama Home, I’m Darling brachte ihr nach dem West-End-Transfer im Folgejahr eine Olivier-Nominierung ein.
Brown spielte die Mrs Dimmock in einer Folge von Lovejoy („The Peking Gun“) im Oktober 1993. International ist Brown eher für ihre Darbietung als Septa Mordane in der ersten Staffel der HBO-Serie Game of Thrones bekannt. Ihre Figur starb im Staffelfinale. In The Iron Lady spielte sie Margaret Thatchers mit im Haus lebende Betreuerin June. Auch in den BBC-Dramaserien Call the Midwife und Torchwood war sie zu sehen.

## Filmografie (Auswahl)
- 1976: Barney Miller (Fernsehserie)
- 1985, 2006: Coronation Street (Fernsehserie, 27 Folgen)
- 1987: Hope and Glory
- 1988: Andy Capp (Fernsehserie)
- 1989: Work Experience (Kurzfilm)
- 1991: Heißer Verdacht (Prime Suspect, Fernsehserie)
- 1991–1999: The Bill (Fernsehserie, 5 Folgen)
- 1992: Inspektor Wexford ermittelt (Ruth Rendell Mysteries, Fernsehserie, 1 Folge)
- 1993: The Riff-Raff Element
- 1995: A Touch of Frost (Fernsehserie)
- 1998: Taggart (Fernsehserie)
- 2000: Randall & Hopkirk – Detektei mit Geist (Randall & Hopkirk (Deceased), Fernsehserie, 1 Folge)
- 2002: Hautnah – Die Methode Hill (Wire in the Blood, Fernsehserie, Folgen 1x01–1x02)
- 2004: Dalziel and Pascoe (Fernsehserie, Folge 8x02)
- 2009: Torchwood (Fernsehserie)
- 2010: Doctors (Fernsehserie, 1 Folge)
- 2011: Inspector Barnaby (Midsomer Murders, Fernsehserie, Folge: Die Druiden kommen – The Sleeper under the hill)
- 2011: Game of Thrones (Fernsehserie)
- 2011: Waking the Dead – Im Auftrag der Toten (Waking the Dead, Fernsehserie)
- 2012: Die Eiserne Lady (The Iron Lady)
- 2012: Gerichtsmediziner Dr. Leo Dalton (Silent Witness, Fernsehserie, 1 Folge)
- 2012: Now Is Good – Jeder Moment zählt (Now Is Good)
- 2013: Broadchurch (Fernsehserie)
- 2013: Dido Elizabeth Belle (Belle)
- 2013: Call the Midwife – Ruf des Lebens (Call the Midwife, Fernsehserie)
- 2019: Good Omens (Fernsehserie, Folge 1x01)

## Bühne (Auswahl)
| Jahr      | Ensemble / Theater                                                                      | Stück                                                          | Rolle                                                          | Anmerkungen |
| --------- | --------------------------------------------------------------------------------------- | -------------------------------------------------------------- | -------------------------------------------------------------- | --- |
|           | Royal Shakespeare Company (RSC)                                                         | Bad Weather                                                    |                                                                | |
|           | English Touring Theatre                                                                 | Twelfth Night (William Shakespeare, UA 1602)                   |                                                                | |
|           | Royal Court Theatre                                                                     | Seagulls                                                       |                                                                | |
|           | Sheffield Crucible                                                                      | Small Change                                                   |                                                                | |
|           | Sheffield Crucible                                                                      | Iphigenia                                                      |                                                                | |
|           | Donmar Warehouse (London)                                                               | The Wild Duck (Henrik Ibsen, UA 1885)                          |                                                                | OT Vildanden, deutscher Titel Die Wildente |
|           | Royal National Theatre (London)                                                         | 1 Henry IV (William Shakespeare, UA 1597)                      |                                                                | deutscher Titel Heinrich IV., Teil 1 |
|           | Royal National Theatre (London)                                                         | 2 Henry IV (William Shakespeare, UA 1597)                      |                                                                | deutscher Titel Heinrich IV., Teil 2 |
|           | Gate Theatre                                                                            | The Chairs (Eugène Ionesco, UA 1952)                           |                                                                | OT Les Chaises, deutscher Titel Die Stühle |
| vor 1997  | Bush Theatre (London)                                                                   | Roosters                                                       |                                                                | |
| vor 1997  | ICA (London)                                                                            | By George!                                                     | George Sand                                                    | |
| vor 1997  | Half Moon Theatre (London)                                                              | Cheapside                                                      |                                                                | |
| vor 1997  | Crucible Theatre (Sheffield)                                                            | One Reputedly Glamorous Woman                                  | Ruth Ellis                                                     | |
| vor 1997  | Royal Lyceum Theatre (Edinburgh)                                                        | Hamlet (William Shakespeare, UA 1602)                          | Gertrude                                                       | |
| vor 1997  | The Rep (Birmingham)                                                                    | King Lear (William Shakespeare, UA 1606)                       | Regan                                                          | deutscher Titel König Lear |
| vor 1997  | RSC (Stratford-upon-Avon)                                                               | Easter                                                         | Mrs Heyst                                                      | |
| vor 1997  | RSC (Stratford-upon-Avon)                                                               | Romeo and Juliet (William Shakespeare, UA 1591–1595)           | Amme                                                           | deutscher Titel Romeo und Julia |
| vor 1997  | RSC (Stratford-upon-Avon)                                                               | Richard III (William Shakespeare, UA ca. 1592)                 | Queen Elizabeth                                                | |
| vor 1997  | Royal Court Theatre                                                                     | Road (Jim Cartwright, UA 1986)                                 |                                                                | Uraufführung |
| vor 1997  | Royal Court Theatre                                                                     | Shirley                                                        |                                                                | |
| vor 1997  | Royal Court Theatre                                                                     | Downfall                                                       |                                                                | |
| vor 1997  | Royal Court Theatre                                                                     | Gibraltar Straight                                             |                                                                | |
| vor 1997  | Gate Theatre                                                                            | The House of Bernarda Alba (Federico García Lorca, UA 1945)    | Poncia                                                         | OT La Casa de Bernarda Alba. Drama de mujeres en los pueblos de España deutscher Titel Bernarda Albas Haus. Tragödie von den Frauen in den Dörfern Spaniens |
| vor 1997  | Croydon Warehouse und Greenwich Theatre                                                 | Playing Sinatra (Bernard Kops, UA 1991)                        |                                                                | |
| vor 1997  | Cambridge Theatre Company                                                               | The Beaux’ Stratagem (George Farquhar, UA 1707)                | Mrs Sullen                                                     | |
| vor 1997  | Cambridge Theatre Company                                                               | Back to Methuselah (Bernard Shaw, UA 1922)                     | Eve & Lilith                                                   | |
| vor 1997  | Cambridge Theatre Company                                                               | The Vortex (Noël Coward, UA 1924)                              | Helen                                                          | |
| vor 1997  | Cambridge Theatre Company                                                               | The Way of the World (William Congreve, UA 1700)               | Millament                                                      | |
| vor 1997  | Cambridge Theatre Company                                                               | A Woman of No Importance (Oscar Wilde, UA 1893)                | Mrs Arbuthnot                                                  | deutscher Titel Eine Frau ohne Bedeutung |
| 1994      | Almeida Theatre                                                                         | Butterfly Kiss (Phyllis Nagy, UA 1994)                         |                                                                | Uraufführung |
| 1997      | Royal National Theatre (London)                                                         | Cardiff East (Peter Gill, UA 1997)                             | Marge (Tommys Mutter/ Michaels Schwester)                      | Uraufführung (im Cottesloe Theatre) |
| 1999      | Hampstead Theatre (London)                                                              | You Be Ted and I’ll Be Sylvia (Simon Smith, UA 1999)           | Stella                                                         | Uraufführung |
| 2005      | Royal National Theatre (London)                                                         | Playing with Fire (David Edgar, UA 2005)                       |                                                                | Uraufführung |
| 2008      | Royal National Theatre (London)                                                         | The Hour We Knew Nothing of Each Other (Peter Handke, UA 1992) |                                                                | OT Die Stunde, da wir nichts voneinander wussten |
| 2015      | Royal National Theatre (London)                                                         | Husbands and Sons (Ben Power nach D. H. Lawrence, UA 2015)     | Mrs Gascoigne                                                  | Uraufführung; in Koproduktion mit dem Royal Exchange Manchester                                                                                             |
| 2017      | Royal National Theatre (London, später Gastspiel in NYC)                                | Angels in America (Tony Kushner, UA 1991)                      | Ethel Rosenberg, Hannah Pitt, Henry, Rabbi Chemelwitz, Aleksii | Tony Awards 2018, für „Hannah Pitt et al“ (nominiert) |
| 2018–2019 | Theatr Clwyd (Wales), dann National Theatre und zuletzt Duke of York's Theatre (London) | Home, I’m Darling (Laura Wade, UA 2018)                        |                                                                | Uraufführung; Olivier Awards 2019 (nominiert) |

## Hörspiele
| Jahr | Titel                             | Rolle                                  | Anmerkungen |
| ---- | --------------------------------- | -------------------------------------- | ----------- |
| 2007 | Doctor Who: 100                   | Midwife/Mary                           |             |
| 2008 | Doctor Who: Return of the Krotons | Eleanor Harvey                         |             |
| 2010 | Doctor Who: The Prison in Space   | Chairman Babs                          |             |
| 2010 | Doctor Who: Castle of Fear        | Maud the Withered                      |             |
| 2010 | Doctor Who: The Eternal Summer    | Alice Withers                          |             |
| 2010 | Doctor Who: Plague of the Daleks  | Mrs Withers/Mrs Sowerby/Computer Voice |             |

## Videospiele
| Jahr    | Titel                           | Rolle                            |
| ------- | ------------------------------- | -------------------------------- |
| 2014    | LittleBigPlanet 3               | Nana Pud                         |
| 2015    | Everybody's Gone to the Rapture | Wendy Boyles                     |
| 2014–16 | Dreamfall Chapters              | Queenie / The Mole / Lady Alvane |